# فرناندو سانخورخو
فرناندو سانخورخو (بالإسبانية: Fernando Sanjurjo) هو لاعب كرة قدم أرجنتيني في مركز الوسط، ولد في 9 يوليو 1982 في بوينس آيرس في الأرجنتين. لعب مع أريس تسالونيكي وباس جيانينا وديفينسوريس دي بيلغرانو وريفر بليت وفيرو كاريل أويستي.

## وصلات خارجية
- فرناندو سانخورخو على موقع قاعدة بيانات كرة القدم.إي يو (الإنجليزية)
- فرناندو سانخورخو على موقع Soccerway.com (الإنجليزية)